# Capito hypoleucus
El cabezón dorsiblanco, torito dorsiblanco, torito capiblanco, chaboclo de espalda blanca o barbudo de manto blanco, (Capito hypoleucus) es una especie de ave de la familia Capitonidae, es endémica de Colombia, se encuentra principalmente en las sierras de Las Quinchas (Valle del Magdalena).

## Subespecies
- Capito hypoleucus carrikeri
- Capito hypoleucus extinctus
- Capito hypoleucus hypoleucus

## Características
Mide 19 cm, habita en bosques húmedos, principalmente a partir de los 1000 m s. n. m., se los ha visualizado además en cultivos de café y pastizales, se alimentan de semillas, insectos y frutos. Es una especie amenazada, la causa principal es la desforestación.